# Amphitrite (mythologie)
In de Griekse mythologie was Amphitrite (Grieks: Ἀμφιτρίτη) de vrouw van Poseidon, en de godin van de zee.
Poseidon verkoos haar tot zijn vrouw toen zij met haar zusters een rituele dans uitvoerde. Ze weigerde echter en vluchtte. Poseidon stuurde daarop een dolfijn achter haar aan. Het lukte de dolfijn haar mee terug te brengen. Nadat hij haar huwde, beloonde hij de dolfijn door hem te veranderen in een sterrenbeeld en plaatste hem aan de hemel (zie Dolfijn).

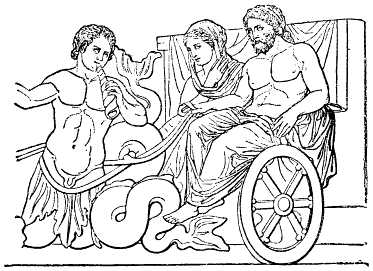
Poseidon en Amfitrite

Poseidon · Oceanus · Ceto · Nereus · Glaucus · Amphitrite · Tethys · Triton · Proteus · Phorcys · Pontus